# Рёрус
Рёрус (норв. Røros, юж.-саамск. Plassje) — город и коммуна в Норвегии, в фюльке Сёр-Трёнделаг. Центр одноимённого муниципалитета. Расположен недалеко от границы со Швецией, при впадении реки Рёа в самую длинную в Норвегии реку Гломма, исток которой находится на территории муниципалитета. Центр города является объектом всемирного наследия ЮНЕСКО.
С XVII века Рёрус был важным центром добычи меди. Дважды — в 1678 и 1679 годах — сожжён дотла шведской армией во время датско-шведской войны. После войны право на разработку месторождений меди перешло к немецкому банкиру Йоахиму Иргенсу, важнейшему кредитору датской короны, который получил титул барона фон Вестервик и стал одним из богатейших магнатов Скандинавии. Рёрус был вновь захвачен шведскими войсками в 1718 году во время Северной войны, однако позже шведы были вынуждены покинуть город и отступить в горы, где от холода погибло более 3000 солдат.
В центре Рёруса сохранилось много деревянных зданий времён расцвета горного дела. В 1980 году Рёрус был включен в список объектов всемирного наследия ЮНЕСКО.
Рёрус находится на Рёрусской железнодорожной линии, соединяющей Осло и Тронхейм через долину Гломмы. В городе имеется также аэропорт с регулярными рейсами в Осло (авиакомпания Widerøe).
Самая низкая зафиксированная температура в Рёрусе — −50,4 °C (1914 год), что делает его самым холодным местом в Норвегии к югу от Финнмарка.
В муниципалитете Рёрус распространён самый южный из традиционных саамских диалектов, относимый к южносаамскому языку.
Норвежский художник конца XIX — начала XX Харальд Сольберг, проживший в городе два года, знаменит своими видами Рёруса.